# Tormenta Yvonne
La tormenta Yvonne fue una tormenta que se formó ante las costas de Túnez en el 21 de noviembre de 2002. Causó muchas lluvias y tormentas eléctricas en Túnez y con vientos fuertes de más de 100 km por hora. El ciclón se disipó al día siguiente nada más llegar a Italia, debido a un frente subtropical en el mar. No causó daños a su paso por Túnez.

## Siguiente tormenta
- Tormenta Zora (22-11-2002)

## Anterior tormenta
- Tormenta Xara